# Schweppes
Schweppes is een frisdrankmerk. Het bedrijf is hofleverancier in het Verenigd Koninkrijk.
Het bedrijf werd in 1783 in Genève opgericht door Johann Jacob Schweppe. Hij produceerde koolzuurhoudend water dat hij aan artsen verkocht omdat hier een geneeskundige werking aan werd toegedicht. Later werden dit dranken met verschillende smaken. De variant met kinine werd Tonic genoemd en deze werd bijzonder populair omdat dit tegen malaria zou helpen.
In 1792 verplaatste hij het bedrijf naar Londen. Tijdens de Great Exhibition in 1851 was Schweppes prominent aanwezig in het Crystal Palace met een fontein in de vorm van een kroon. Deze fontein werd later het merk van het bedrijf.